# Wereldbeker schaatsen junioren 2009/2010
De wereldbeker schaatsen junioren 2009/2010 (ISU Junior World Cup Speed Skating 2009/2010) was de tweede editie van de Wereldbeker schaatsen junioren. Het seizoen bestond uit vier wedstrijden, waarvan de eerste over drie continenten was uitgesplitst. Het WK Junioren telde dit jaar niet mee voor de wereldbekercyclus.

## Puntenverdeling
| Plaats                         | 1   | 2   | 3   | 4  | 5  | 6  | 7  | 8  | 9  | 10 | 11 | 12 | 13 | 14 | 15 | 16 | 17 | 18 | 19 | 20 | 21 | 22 | 23 | 24 |
| ------------------------------ | --- | --- | --- | -- | -- | -- | -- | -- | -- | -- | -- | -- | -- | -- | -- | -- | -- | -- | -- | -- | -- | -- | -- | -- |
| Wereldbekerfinale              | 150 | 120 | 105 | 90 | 75 | 67 | 60 | 54 | 48 | 42 | 36 | 32 | 27 | 24 | 21 | 18 | 15 | 12 | 9  | 6  | 4  | 3  | 2  | 1  |
| Normale wereldbekerwedstrijd   | 100 | 80  | 70  | 60 | 50 | 45 | 40 | 36 | 32 | 28 | 24 | 21 | 18 | 16 | 14 | 12 | 10 | 8  | 6  | 4  | 3  | 2  | 1  |    |
| Regionale wereldbekerwedstrijd | 50  | 40  | 35  | 30 | 25 | 22 | 20 | 18 | 16 | 14 | 12 | 10 | 9  | 8  | 7  | 6  | 5  | 4  | 3  | 2  | 1  |    |    |    |

## Limiettijden
Om te mogen starten in de wereldbeker schaatsen junioren 2009/2010 moet de schaatser aan de volgende limiettijden hebben voldaan.
| Geslacht | 500m  | 1000m   | 1500m   | 3000m   |
| -------- | ----- | ------- | ------- | ------- |
| Jongens  | 41,00 | 1.22,50 | 2.08,00 | 4.32,00 |
| Meisjes  | 45,00 | 1.30,00 | 2.22,00 | 5.00,00 |

## Kalender
| #      | Plaats          | Datum                 | 500m                                                                              | 1000m                                                                             | 1500m                                                                             | 3/5km                                                                             | achtervolging                                                                     | Extra                                                                             |
| ------ | --------------- | --------------------- | --------------------------------------------------------------------------------- | --------------------------------------------------------------------------------- | --------------------------------------------------------------------------------- | --------------------------------------------------------------------------------- | --------------------------------------------------------------------------------- | --------------------------------------------------------------------------------- |
| 1      | Calgary         | 20 - 22 november 2009 | 2x                                                                                | 1x                                                                                | 1x                                                                                | 1x**                                                                              |                                                                                   | Regionale wedstrijd Noord-Amerika, halve punten                                   |
| 1      | Groningen       | 21 - 22 november 2009 | 2x                                                                                | 1x                                                                                | 1x                                                                                | 1x**                                                                              | Regionale wedstrijd Europa, halve punten                                          |                                                                                   |
| 1      | Harbin          | 21 - 22 november 2009 | 2x                                                                                | 1x                                                                                | 1x                                                                                | 1x**                                                                              | Regionale wedstrijd Azië, halve punten                                            |                                                                                   |
| 2      | Collalbo        | 23 - 24 januari 2010  | 1x                                                                                | 1x                                                                                | 1x                                                                                | 1x*                                                                               |                                                                                   |                                                                                   |
| 3      | Baselga di Pinè | 30 - 31 januari 2010  | 1x                                                                                | 1x                                                                                | 1x                                                                                |                                                                                   | 1x                                                                                |                                                                                   |
| 4      | Berlijn         | 5 - 6 maart 2010      | 1x                                                                                | 1x                                                                                | 1x                                                                                | 1x**                                                                              | 1x                                                                                | Wereldbekerfinale, bonuspunten                                                    |
| Moskou | Moskou          | 12 - 14 maart 2010    | Wereldkampioenschappen schaatsen junioren 2010, telt niet mee voor de wereldbeker | Wereldkampioenschappen schaatsen junioren 2010, telt niet mee voor de wereldbeker | Wereldkampioenschappen schaatsen junioren 2010, telt niet mee voor de wereldbeker | Wereldkampioenschappen schaatsen junioren 2010, telt niet mee voor de wereldbeker | Wereldkampioenschappen schaatsen junioren 2010, telt niet mee voor de wereldbeker | Wereldkampioenschappen schaatsen junioren 2010, telt niet mee voor de wereldbeker |

* 3000m voor de meisjes, 5000m voor de jongens.
** 3000m voor de meisjes en voor de jongens.

## Uitslagen

### Meisjes
| Wedstrijden            |                                                     |                              |                               |                          |                       |
|                        | 500m                                                | 1000m                        | 1500m                         | 3000m                    | achtervolging         |
| Noord-Amerika: Calgary | Kaylin Irvine (39,41) Kaylin Irvine (39,50)         | Kaylin Irvine (1.17,79)      | Kaylin Irvine (2.01,33)       | Kaylin Irvine (4.17,56)  | niet op het programma |
| Europa: Groningen      | Jekaterina Ajdova (40,39) Jekaterina Ajdova (40,29) | Roxanne van Hemert (1.20,25) | Roxanne van Hemert (2.02,54)  | Irene Schouten (4.19,28) | niet op het programma |
| Azië: Harbin           | Erina Kamiya (40,23) Miho Takagi (40,15)            | Miho Takagi (1.20,60)        | Risa Takayama (2.04,18)       | Risa Takayama (4.21,68)  | niet op het programma |
| Collalbo               | Jekaterina Ajdova (39,95)                           | Jekaterina Ajdova (1.20,09)  | Jevgenia Dmitrijeva (2.04,82) | Irene Schouten (4.24,98) | niet op het programma |
| Baselga                | Jekaterina Ajdova (39,89)                           | Ida Njåtun (1.20,71)         | Lotte van Beek (2.02,22)      | niet op het programma    | Nederland (3.13,25)   |
| Berlijn                | Jekaterina Ajdova (39,36)                           | Jekaterina Ajdova (1.18,68)  | Lotte van Beek (2.00,88)      | Hege Bøkko (4.16,91)     | Nederland (3.10,88)   |
| Eindklassement         |                                                     |                              |                               |                          |                       |
|                        | 500m                                                | 1000m                        | 1500m                         | 3000m                    | achtervolging         |
| Goud                   | Jekaterina Ajdova                                   | Jekaterina Ajdova            | Lotte van Beek                | Irene Schouten           | Nederland             |
| Zilver                 | Lotte van Beek                                      | Ida Njåtun                   | Jevgenia Dmitrijeva           | Jennifer Bay             | Rusland               |
| Brons                  | Janine Smit                                         | Janine Smit                  | Ida Njåtun                    | Ida Njåtun               | Italië                |

### Jongens
| Wedstrijden            |                                                       |                              |                                 |                                 |                       |
|                        | 500m                                                  | 1000m                        | 1500m                           | 3/5km                           | achtervolging         |
| Noord-Amerika: Calgary | Richard MacLennan (35,07) Richard MacLennan (35,40)   | Richard MacLennan (1.09,00)  | Richard MacLennan (1.46,19)     | Elliot Nelson (3.53,91)         | niet op het programma |
| Europa: Groningen      | Aleksej Bondarchuk (37,29) Aleksej Bondarchuk (36,76) | Aleksej Bondarchuk (1.12,86) | Sverre Lunde Pedersen (1.51,14) | Lucas van Alphen (3.51,19)      | niet op het programma |
| Azië: Harbin           | Haoran Sun (36,73) Kim Sung-kyu (36,40)               | Kim Woo-jin (1.13,92)        | Tomoya Watanabe (1.53,27)       | Park Seok-min (3.58,03)         | niet op het programma |
| Collalbo               | Artur Nogal (36,39)                                   | Artur Nogal (1.11,64)        | Kjetil Stiansen (1.50,94)       | Frank Hermans (6.51,14)         | niet op het programma |
| Baselga                | Aleksej Bondarchuk (37,11)                            | Koen Verweij (1.13,29)       | Koen Verweij (1.49,70)          | niet op het programma           | Nederland (4.00,99)   |
| Berlijn                | Artur Nogal (36,04)                                   | Richard MacLennan (1.10,92)  | Maurice Vriend (1.50,58)        | Sverre Lunde Pedersen (3.48,48) | Nederland (3.54,40)   |
| Eindklassement         |                                                       |                              |                                 |                                 |                       |
|                        | 500m                                                  | 1000m                        | 1500m                           | 3/5km                           | achtervolging         |
| Goud                   | Aleksej Bondarchuk                                    | Aleksej Bondarchuk           | Kjetil Stiansen                 | Frank Hermans                   | Nederland             |
| Zilver                 | Artur Nogal                                           | Richard MacLennan            | Thom van Beek                   | Sverre Lunde Pedersen           | Noorwegen             |
| Brons                  | Andrey Panov                                          | Artur Nogal                  | Maurice Vriend                  | Håvard Holmefjord Lorentzen     | Rusland               |

### Medaillespiegel
| Pos. | Land       | Goud | Zilver | Brons | Totaal |
| ---- | ---------- | ---- | ------ | ----- | ------ |
| 1    | Nederland  | 5    | 2      | 3     | 10     |
| 2    | Kazachstan | 4    | 0      | 0     | 4      |
| 3    | Noorwegen  | 1    | 3      | 3     | 7      |
| 4    | Rusland    | 0    | 2      | 2     | 4      |
| 5    | Polen      | 0    | 1      | 1     | 2      |
| 6    | Duitsland  | 0    | 1      | 0     | 1      |
| 6    | Canada     | 0    | 1      | 0     | 1      |
| 8    | Italië     | 0    | 0      | 1     | 1      |